# Vente au comptant
Une vente au comptant est une vente effectuée moyennant le paiement immédiat et intégral au vendeur de la somme exigée.
Le vendeur obtenant un paiement comptant (immédiat et intégral) peut octroyer à l'acheteur un escompte (une réduction de prix) dit de paiement comptant.
La vente à crédit s'oppose à la notion de vente au comptant en ce sens qu'elle implique que l'acheteur règle la somme due au vendeur en une ou plusieurs fois, à une ou des échéances futures. Le client concerné bénéficie d'un crédit fournisseur qui diminue la valeur de son besoin en fonds de roulement (BFR).